# Charles Warren
Sir Charles Warren (ur. 7 lutego 1840 w Bangor, zm. 21 stycznia 1927 w Weston-super-Mare) – brytyjski generał, komisarz londyńskiej policji miejskiej w latach 1886-88 w czasie działalności Kuby Rozpruwacza.

## Życiorys
Kapitan wojskowych oddziałów inżynieryjnych Armii Brytyjskiej. W latach 1867–1871, wraz z Duncanem i Burglesem, prowadził dla Palestine Exploration Fund Inc. wykopaliska w Jerozolimie. Uzyskał zgodę na prace w odległości nie mniejszej niż 15 m od Wzgórza Świątynnego. Żeby dostać się na teren Wzgórza wybudował szyb z podziemnym korytarzem. Borykał się z wieloma problemami: (malaria, nieprzychylność władz, brak drewna, wody, funduszy). 24 października 1867 odkrył system podziemnych korytarzy znany dziś jako Warren`s Shafft System. Dokonał kilku mniejszej wagi odkryć na terenie Miasta Dawida i Góry Oliwnej. Członek Loży Masońskiej. Pośrednio powiązany z zabójstwami tzw. Kuby Rozpruwacza w Londynie.
Podczas II wojny burskiej dowodził siłami brytyjskimi między innymi w przegranej bitwie o Spion Kop oraz wygranej potyczce pod Pieters Hill, co umożliwiło Brytyjczykom pomoc oblężonym w Ladysmith. W 1904 awansowany do stopnia generała.

## Odznaczenia
- Krzyż Wielki Orderu św. Michała i św. Jerzego
- Kawaler Komandor Orderu Łaźni (wer. cywilna)
- Kawaler z Prawa Orderu św. Jana Jerozolimskiego
- Medal Brylantowego Jubileuszu Królowej Wiktorii (1897)
- Medal Afryki Południowej (1877-1879)
- Medal Afryki Południowej (1899-1902)
- Medal Egiptu (1882-1889)
- Gwiazda Kedywa (Kedyw Egiptu)
- Medal Jubileuszowy Policji Metropolitalnej (1887)
- Order Medżydów III klasy (Imperium Osmańskie)